# Błękit bromotymolowy
Błękit bromotymolowy, 3′,3″-dibromotymolosulfonoftaleina – organiczny związek chemiczny, pochodna błękitu tymolowego, chemiczny wskaźnik pH. Czerwony proszek, praktycznie nierozpuszczalny w wodzie, rozpuszczalny w alkoholu etylowym, który przybiera w środowisku kwaśnym barwę żółtą, w zasadowym błękitną, a w środowisku obojętnym zieloną. Zakres zmiany barwy pH 6,0–7,6.

Forma obojętna (po lewej) w środowisku kwaśnym i dianion (po prawej) w środowisku zasadowym
Powstaje w wyniku bromowania błękitu tymolowego w środowisku kwasu octowego.

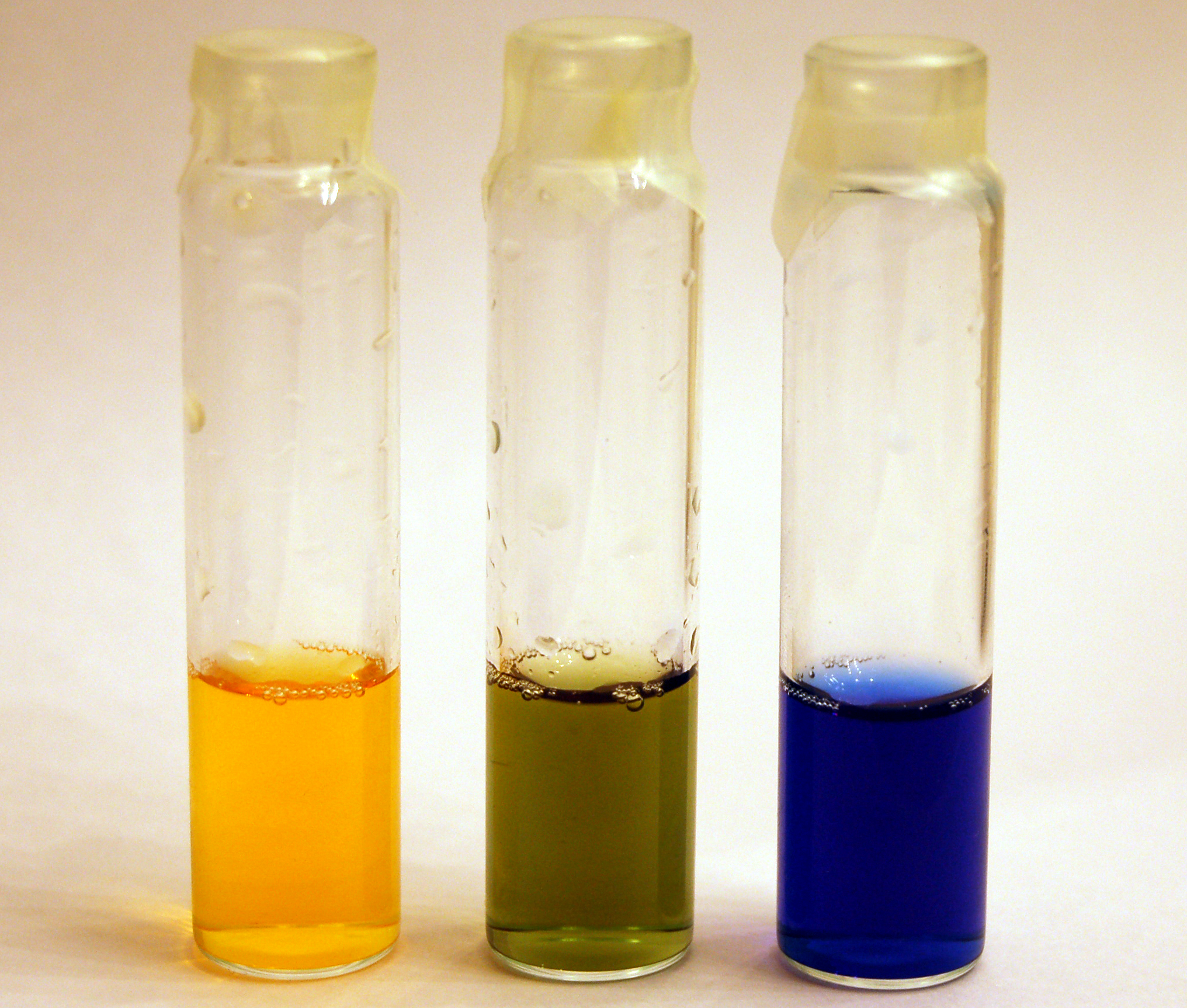
Kolory błękitu bromotymolowego od zależności od pH (od lewej): kwasowe, obojętne i zasadowe